# Stazione di Quarto di Marano
La stazione di Quarto di Marano è una fermata ferroviaria posta sul passante ferroviario di Napoli, a servizio del centro abitato di Quarto.

## Storia
La fermata venne attivata il 15 maggio 1939.
La fermata assunse tale denominazione al fine di distinguerla da altre stazioni omonime: quando venne inaugurata, Quarto era una frazione del comune di Marano di Napoli, perciò si decise di usare questa denominazione.

## Strutture e impianti
Il fabbricato viaggiatori si trova a livello della sede ferroviaria ma non ospita alcun servizio per i viaggiatori.
Vi sono due binari passanti, serviti da due banchine ed uniti tra loro tramite sottopassaggio.

## Movimento
Il movimento viaggiatori della fermata è su medi livelli e soprattutto pendolare. Effettuano fermata i treni regionali per Napoli Campi Flegrei e Villa Literno.
La domenica un collegamento straordinario unisce la stazione di Napoli Centrale con Campi Flegrei, via Villa Literno.

## Interscambi
L'impianto offre i seguenti interscambi:
- Fermata autobus